# Too Short

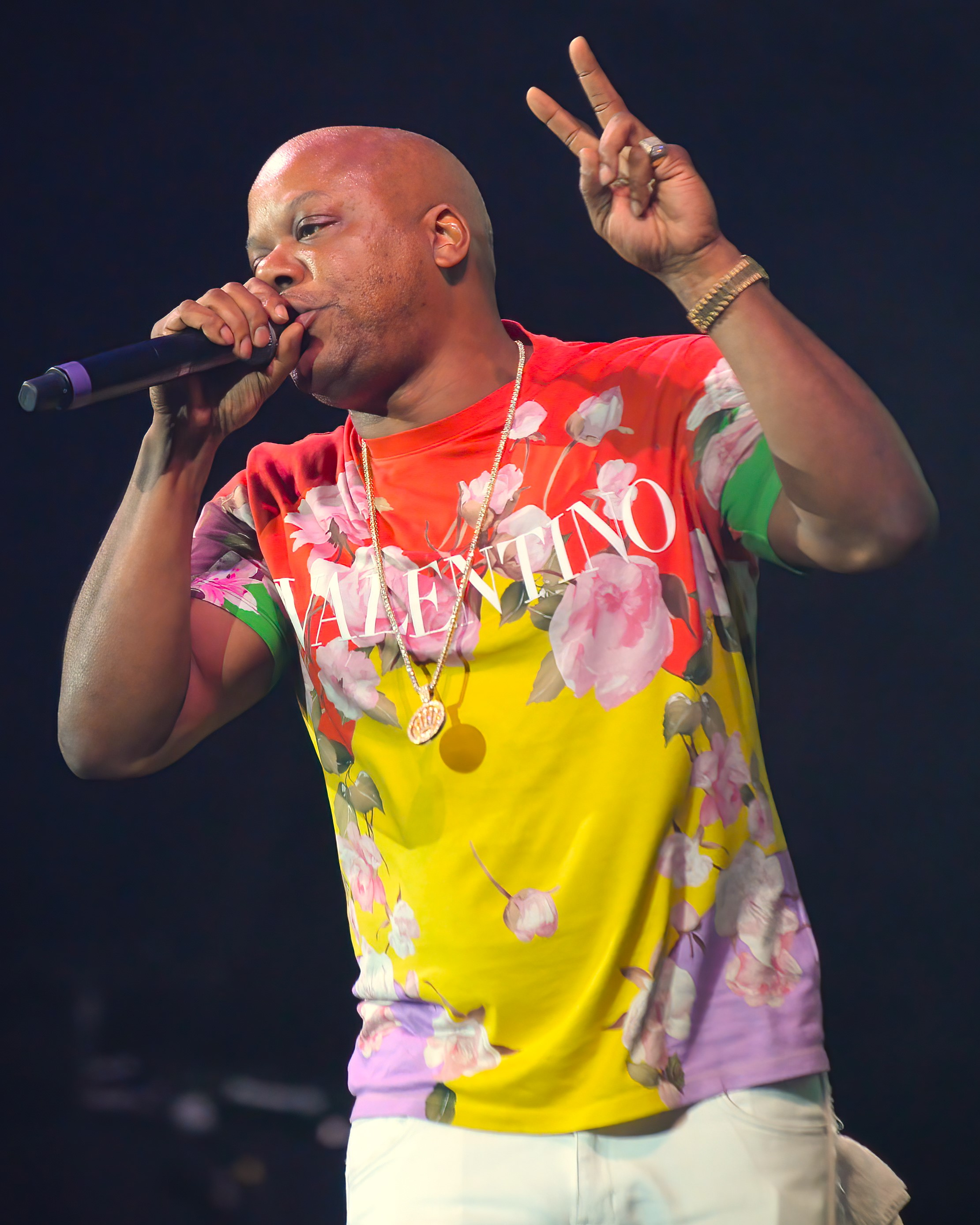
Too Short (2023)

Too Short (* 28. April 1966 in Oakland, Kalifornien als Todd Anthony Shaw), auch Too $hort geschrieben, ist ein US-amerikanischer Rapper. Er gehört zu den Pionieren des Westcoast-Hip-Hops, trug maßgeblich dazu bei, die Pimp-Kultur in der Szene zu etablieren, und gehört zu den wenigen Künstlern, denen es gelang, sechs Alben hintereinander zu produzieren, die Platinstatus erreichten.

## Leben

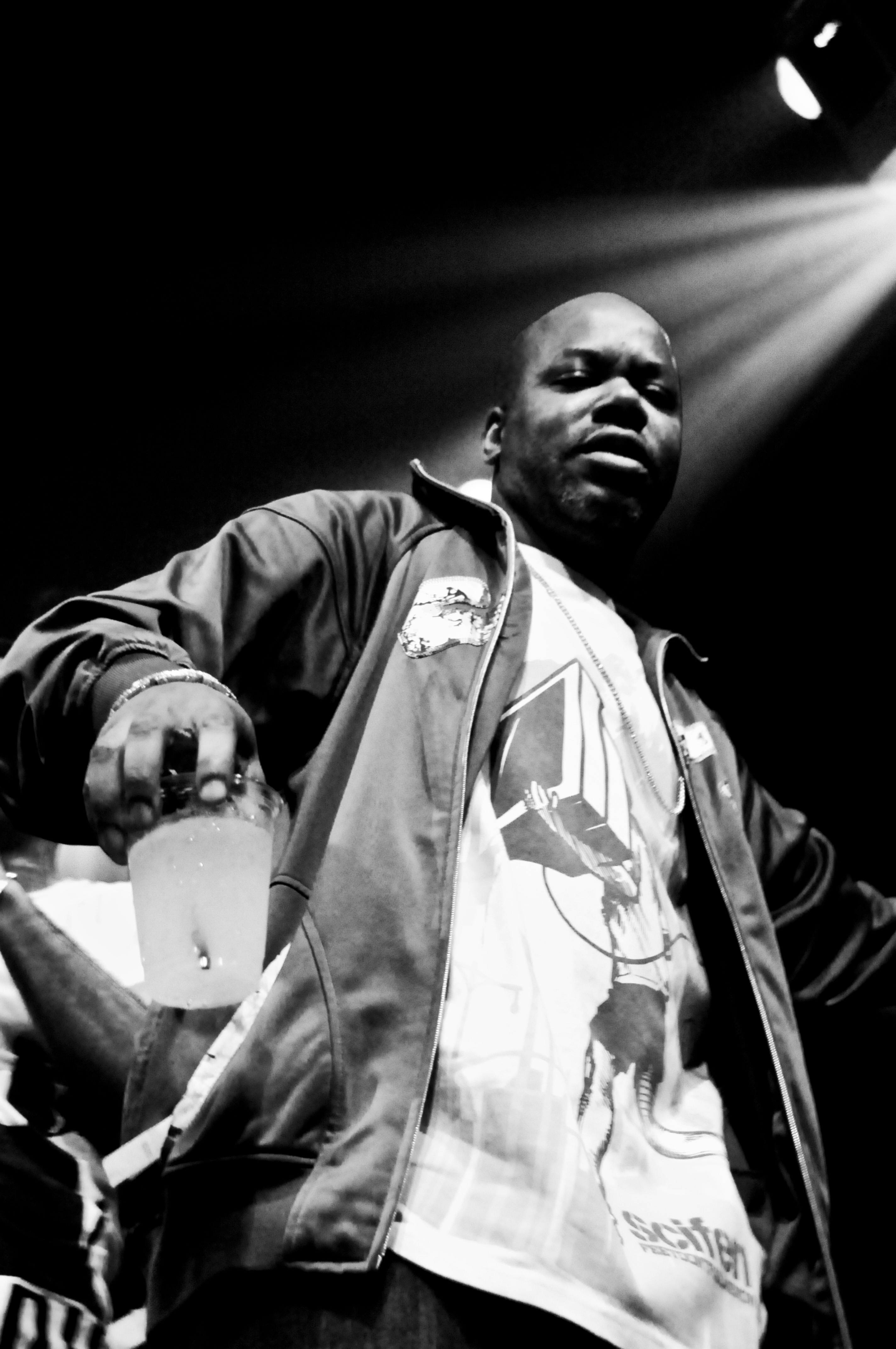
Too Short in San Francisco (2008)

Too Short zog 1994 von Oakland nach Atlanta, Georgia, steht aber immer noch für seine Herkunft aus Nordkalifornien. Er begann damit, auf einfache Drum-Beats zu rappen, war ein prominenter Vertreter des G-Funks, des typischen Bay-Area-Hip-Hop-Stils und gehört mit seinen letzten Veröffentlichungen zur Crunk-Szene. Insgesamt hat er bisher 19 Alben veröffentlicht, von denen zwölf eine nationale oder internationale Verbreitung fanden, zudem kommt er auf 60 Gastauftritte auf Alben anderer Künstler.
In den frühen 1980ern produzierte Too Short zusammen mit seinem Freund Freddie B. persönliche Rap-Stücke für Mitschüler. Für einen Preis von normalerweise 10 US-Dollar produzierten sie ein 30-Minuten-Tape, auf dem die zahlende Person verherrlicht wurde. Ebenfalls in seiner High-School-Zeit spielte er die Percussion in der Marching Band seiner Schule.
Als einer der ersten Hip-Hop-Musiker begann Too Short, eigenständig Platten zu produzieren und zu verkaufen, ohne mit Major-Labels zusammenzuarbeiten. Er schaffte die Bedingungen für die unabhängige Hip-Hop-Szene in Nordkalifornien, als sein Beispiel viele andere zur Nachahmung anregte.
Gleichzeitig begann er, auch stilistisch neue Wege zu gehen. Im Gegensatz zum stark mit Samples und Loops arbeitenden Eastcoast Hip-Hop waren Too Shorts erste Veröffentlichungen Raps mit einem einfachen und rohen Beat. Bis zur 1989er Veröffentlichung Life Is…Too Short begannen Funk- und Blues-Elemente aufzutauchen, die durch Synthesizer und Drum Machines Einzug in seine Musik hielten. Daraus entwickelte sich der als Mobb music bekannte Hip-Hop-Stil der Bay Area.
In dieser Zeit arbeitete er unter anderem mit seinen engen Freunden Ice Cube und Produzent Ant Banks zusammen. 1987 unterzeichnete er einen Vertrag bei Jive Records. Dort erschienen insgesamt elf Alben, die mindestens US-weit vertrieben wurden: Born to Mack (1987), Life Is…Too $hort (1989), $hort Dog's in the House (1990), $horty the Pimp (1992), Get In Where You Fit In (1993), Cocktails (1994), Gettin It (1996), Can't Stay Away (1999), You Nasty (2000), Chase the Cat (2001), Married to the Game (2003) und Blow the Whistle (2006).
Shorts bekanntester Track ist The Ghetto von seinem 1990er-Album. Andere bekannte Stücke sind Ain’t No Bitches, Money in the Ghetto, I Want to Be Free, Gettin' It, I’m a Player, You Nasty, I Luv, Just Another Day, Good Life, Invasion of the Flat Booty Bitches, Don't Stop Rappin, Freaky Tales und Cocktails.
Short zog 1994 nach Atlanta und begann, dort verstärkt mit anderen Künstlern wie Twista und Lil Jon zusammenzuarbeiten.
1996 kündigte Too Short seinen Rücktritt an, kehrte aber 1999 mit einem Gastauftritt beim Hit Player’s Holiday von T.W.D.Y. zurück. Sein darauf folgendes Album hieß Can’t Stay Away. Auf ihm traten neben Too Short unter anderem Eightball & MJG, Puff Daddy, E-40, Daz Dillinger, Kurupt, Soopafly und B-Legit auf.
Neben seinen Auftritten als Rapper hatte Too Short auch eine kleine Rolle in dem Ghettofilm-Klassiker Menace II Society und produzierte drei Pornofilme.
Am 10. Dezember 2022 wurde ein Abschnitt des Foothill Boulevard in seiner Heimatstadt Oakland nach Too Short benannt. Außerdem wurde der 10. Dezember durch Bürgermeisterin Libby Schaaf zum „Too Short Day“ erklärt.

## Diskografie

### Studioalben
| Jahr | Titel                         | Höchstplatzierung, Gesamtwochen, AuszeichnungChartsChartplatzierungen (Jahr, Titel, Platzierungen, Wochen, Auszeichnungen, Anmerkungen) | Anmerkungen                                                  |
| Jahr | Titel                         | US | Anmerkungen                                                  |
| ---- | ----------------------------- | --- | ------------------------------------------------------------ |
| 1987 | Born to Mack                  | US— GoldUS | Erstveröffentlichung: 20. Juli 1987 Verkäufe: + 500.000      |
| 1989 | Life Is…Too Short             | US37 ×2Doppelplatin · (78 Wo.)US | Erstveröffentlichung: 31. Januar 1989 Verkäufe: + 2.000.000  |
| 1990 | Short Dog’s in the House      | US20 Platin · (53 Wo.)US | Erstveröffentlichung: 1. August 1990 Verkäufe: + 1.000.000   |
| 1992 | Shorty the Pimp               | US6 Platin · (21 Wo.)US | Erstveröffentlichung: 14. Juli 1992 Verkäufe: + 1.000.000    |
| 1993 | Get in Where You Fit In       | US4 Platin · (33 Wo.)US | Erstveröffentlichung: 23. Oktober 1993 Verkäufe: + 1.000.000 |
| 1995 | Cocktails                     | US6 Platin · (20 Wo.)US | Erstveröffentlichung: 24. Januar 1995 Verkäufe: + 1.000.000  |
| 1996 | Gettin’ It (Album Number Ten) | US3 Platin · (25 Wo.)US | Erstveröffentlichung: 21. Mai 1996 Verkäufe: + 1.000.000     |
| 1999 | Can’t Stay Away               | US5 Gold · (14 Wo.)US | Erstveröffentlichung: 13. Juli 1999 Verkäufe: + 500.000      |
| 2000 | You Nasty                     | US12 Gold · (9 Wo.)US | Erstveröffentlichung: 12. September 2000 Verkäufe: + 500.000 |
| 2001 | Chase the Cat                 | US71 (3 Wo.)US | Erstveröffentlichung: 20. November 2001                      |
| 2002 | What’s My Favorite Word?      | US38 (4 Wo.)US | Erstveröffentlichung: 10. September 2002                     |
| 2003 | Married to the Game           | US49 (8 Wo.)US | Erstveröffentlichung: 23. Oktober 2003                       |
| 2006 | Pimpin’ Incorporated          | US80 (2 Wo.)US | Erstveröffentlichung: 17. Januar 2006                        |
| 2006 | Blow the Whistle              | US14 (6 Wo.)US | Erstveröffentlichung: 29. August 2006                        |
| 2007 | Get off the Stage             | US160 (1 Wo.)US | Erstveröffentlichung: 4. Dezember 2007                       |
| 2010 | Still Blowin’                 | — | Erstveröffentlichung: 6. April 2010                          |
| 2010 | Respect the Pimpin’           | — | Erstveröffentlichung: 14. Dezember 2010                      |
| 2012 | No Trespassing                | US129 (1 Wo.)US | Erstveröffentlichung: 28. Februar 2012                       |

### Kollaboalben
| Jahr | Titel                   | Höchstplatzierung, Gesamtwochen, AuszeichnungChartsChartplatzierungen (Jahr, Titel, Platzierungen, Wochen, Auszeichnungen, Anmerkungen) | Anmerkungen                                     |
| Jahr | Titel                   | US | Anmerkungen                                     |
| ---- | ----------------------- | --- | ----------------------------------------------- |
| 2012 | History: Mob Music      | US71 (1 Wo.)US | Erstveröffentlichung: 6. November 2012 mit E-40 |
| 2012 | History: Function Music | US62 (1 Wo.)US | Erstveröffentlichung: 6. November 2012 mit E-40 |

### Kompilationen
| Jahr | Titel                        | Höchstplatzierung, Gesamtwochen, AuszeichnungChartsChartplatzierungen (Jahr, Titel, Platzierungen, Wochen, Auszeichnungen, Anmerkungen) | Anmerkungen                             |
| Jahr | Titel                        | US | Anmerkungen                             |
| ---- | ---------------------------- | --- | --------------------------------------- |
| 1993 | Greatest Hits                | — | Erstveröffentlichung: 10. November 1993 |
| 1995 | Don’t Try This at Home       | — | Erstveröffentlichung: 21. November 1995 |
| 1998 | Nationwide: Independence Day | US73 (8 Wo.)US | Erstveröffentlichung: 19. Mai 1998      |
| 2006 | The Mack of the Century      | — | Erstveröffentlichung: 28. November 2006 |

### EPs
- 1983: Don’t Stop Rappin’
- 1985: Players
- 1986: Raw, Uncut and X-Rated
- 2014: 19,999: The EP

### Singles als Leadmusiker
| Jahr | Titel Album                                        | Höchstplatzierung, Gesamtwochen, AuszeichnungChartsChartplatzierungen (Jahr, Titel, Album, Platzierungen, Wochen, Auszeichnungen, Anmerkungen) | Anmerkungen                        |
| Jahr | Titel Album                                        | US | Anmerkungen                        |
| ---- | -------------------------------------------------- | --- | ---------------------------------- |
| 1990 | The Ghetto Short Dog’s in the House                | US42 (14 Wo.)US |                                    |
| 1993 | I’m a Player Get in Where You Fit In               | US85 (3 Wo.)US |                                    |
| 1994 | Money in the Ghetto Get in Where You Fit In        | US90 (3 Wo.)US |                                    |
| 1995 | Cocktales Cocktails                                | US69 (9 Wo.)US |                                    |
| 1996 | Gettin’ It Gettin’ It (Album Number Ten)           | US68 (10 Wo.)US | feat. Parliament-Funkadelic        |
| 1997 | Call Me Booty Call - Soundtrack                    | US90 (3 Wo.)US | feat. Lil’ Kim                     |
| 1998 | Invasion of the Flat Booty Bitches Can’t Stay Away | US51 (10 Wo.)US |                                    |
| 2003 | Shake That Monkey Married to the Game              | US84 (20 Wo.)US | feat. Lil Jon & The East Side Boyz |

### Singles als Gastmusiker
| Jahr | Titel Album                 | Höchstplatzierung, Gesamtwochen, AuszeichnungChartplatzierungen (Jahr, Titel, Album, Platzierungen, Wochen, Auszeichnungen, Anmerkungen) | Höchstplatzierung, Gesamtwochen, AuszeichnungChartplatzierungen (Jahr, Titel, Album, Platzierungen, Wochen, Auszeichnungen, Anmerkungen) | Höchstplatzierung, Gesamtwochen, AuszeichnungChartplatzierungen (Jahr, Titel, Album, Platzierungen, Wochen, Auszeichnungen, Anmerkungen) | Höchstplatzierung, Gesamtwochen, AuszeichnungChartplatzierungen (Jahr, Titel, Album, Platzierungen, Wochen, Auszeichnungen, Anmerkungen) | Höchstplatzierung, Gesamtwochen, AuszeichnungChartplatzierungen (Jahr, Titel, Album, Platzierungen, Wochen, Auszeichnungen, Anmerkungen) | Anmerkungen                                                                              |
| Jahr | Titel Album                 | DE | AT | CH | UK | US | Anmerkungen                                                                              |
| ---- | --------------------------- | --- | --- | --- | --- | --- | ---------------------------------------------------------------------------------------- |
| 1999 | Player’s Holiday Derty Werk | — | — | — | — | US90 (16 Wo.)US | T.W.D.Y. feat. Too Short                                                                 |
| 2006 | Bossy Kelis Was Here        | DE64 (4 Wo.)DE | AT56 (3 Wo.)AT | CH41 (5 Wo.)CH | UK22 (5 Wo.)UK | US16 ×2Doppelplatin · (20 Wo.)US | Verkäufe: + 2.000.000; Kelis feat. Too Short                                             |
| 2011 | On My Level Rolling Papers  | — | — | — | — | US52 Gold · (9 Wo.)US | Verkäufe: + 500.000; Wiz Khalifa feat. Too Short                                         |
| 2013 | Loyal X                     | DE54 Platin · (7 Wo.)DE | AT61 (1 Wo.)AT | — | UK10 Gold · (38 Wo.)UK | US9 ×4Vierfachplatin · (36 Wo.)US | Verkäufe: + 5.740.000; Chris Brown feat. Lil Wayne und French Montana / Too Short / Tyga |

## Auszeichnungen für Musikverkäufe
Anmerkung: Auszeichnungen in Ländern aus den Charttabellen bzw. Chartboxen sind in ebendiesen zu finden.
| Land/RegionAuszeichnungen für Musikverkäufe (Land/Region, Auszeichnungen, Verkäufe, Quellen) | Gold     | Platin       | Verkäufe   | Quellen           |
| -------------------------------------------------------------------------------------------- | -------- | ------------ | ---------- | ----------------- |
| Deutschland (BVMI)                                                                           | —        | Platin1      | 300.000    | musikindustrie.de |
| Vereinigte Staaten (RIAA)                                                                    | 4× Gold4 | 13× Platin13 | 15.000.000 | riaa.com          |
| Vereinigtes Königreich (BPI)                                                                 | Gold1    | —            | 400.000    | bpi.co.uk         |
| Insgesamt                                                                                    | 5× Gold5 | 14× Platin14 |            |                   |